# William Muir
Pour les articles homonymes, voir Muir.
Sir William Muir, (27 avril 1819–11 juillet 1905) est un orientaliste écossais.

## Biographie
William Muir est né à Glasgow le 27 avril 1819. Il fait ses études à l'université d'Édimbourg. En 1837, il devient fonctionnaire au Bengale. Il est ensuite secrétaire du gouverneur des provinces du Nord-Est de l'Inde. En 1867, Il est anobli et fait chevalier commandeur de l'ordre de l'Étoile d'Inde (KCSI) et l'année suivante il est fait vice-gouverneur des provinces du Nord-Est.
En 1874, il est affecté comme conseiller des finances et démissionne de cette fonction en 1876 quand il devient membre du conseil de l'Inde à Londres.
Il s'est toujours intéressé à l'éducation. Il a fondé un collège de l'université d'Allahabad qui porte son nom. En 1885, il est élu doyen de l'université d'Édimbourg et reste dans cette fonction jusqu'à sa retraite en 1903.

## Œuvres
Sir William Muir s'est spécialisé dans l'orientalisme et particulièrement dans l'histoire des débuts de l'islam. On lui attribue l'invention de l'expression « versets sataniques du Coran »
- (en) Charles Allen et William Muir, Report on the settlement of Zillah Humeerpore, under regulation IX. 1836, E.H. Ongden at the Secundra Orphan press, 1846, 113 p. (lire en ligne)
- (en) William Muir, The life of Mahomet and history of Islam to the era of the Hegira, vol. 1, Smith, Elder & Co., 1858 (lire en ligne)
- (en) William Muir, The life of Mahomet and history of Islam to the era of the Hegira, vol. 2, Smith, Elder & Co., 1861 (lire en ligne)
- (en) William Muir, The life of Mahomet and history of Islam to the era of the Hegira, vol. 3, Smith, Elder & Co., 1861 (lire en ligne)
- (en) William Muir, The life of Mahomet and history of Islam to the era of the Hegira, vol. 4, Smith, Elder & Co., 1861 (lire en ligne)
- (en) William Muir et Alexander Taylor Innes, The trustee test case in the Court of Session, Edinburgh Pub., 1878, 115 p. (présentation en ligne)
- (en) Abd al-Masīh ibn Ishāq al-Kindī (trad. William Muir), The apology of al Kindy, Smith, Elder & Co., 1882, 59 p. (lire en ligne)[1]
- (en) William Muir, Annals of the early Caliphate, Smith, Elder & co., 1883, 470 p. (présentation en ligne)
- (en) William Muir, Mahomet and Islam, Religious Tract Society, 1887, 279 p. (présentation en ligne)
- (en) William Muir, Present day tracts on the non-Christian religions of the world, Religious Tract Society, 1887, 349 p. (présentation en ligne)
- (en) William Muir, The rise and decline of Islam, Religious Tract Society, 1890, 40 p. (présentation en ligne)
- (en) John Murray Mitchell et William Muir, Two old faiths: essays on the religions of the Hindus and the Mohammendans, Chautaugua Press, 1891, 152 p. (présentation en ligne)
- (en) William Muir, Sweet first-fruits, Religious Tract Society, 1893, 176 p. (présentation en ligne)
- (en) William Muir, The beacon of truth, or, Testimony of the Coran to the truth of the Christian religion, Religious Tract Society., 1894 (lire en ligne)
- (en) William Muir, The Mameluke or slave dynasty of Egypt, 1260-1517, A.D., Smith, Elder & Co., 1896, 245 p. (présentation en ligne)
- (en) William Muir, The Mohammedan controversy: biographies of Mohammed, T. & T. Clark, 1897, 214 p. (présentation en ligne)
- (en) William Muir, The Honourable James Thomason, Lieutenant-Governor N.-W. P., India, 1843-1853 A.D., T. & T. Clark, 1897, 101 p. (présentation en ligne)
- (en) William Muir, Agra correspondence during the mutiny, T. & T. Clark, 1898, 109 p. (présentation en ligne)
- (en) William St. Clair Tisdall et William Muir, The sources of Islam: a Persian treatise, T. & T. Clark, 1901, 102 p. (présentation en ligne)
- (en) William Muir, The Coran: its composition and teaching, and the testimony it bears to the holy scriptures, Society for Promoting Christian Knowledge, 1903, 239 p. (présentation en ligne)
- (en) William Muir et T.H. Weir, The Caliphate: its rise, decline, and fall, John Grant, 1915, 633 p. (présentation en ligne)